# Eustala montana
Eustala montana là một loài nhện trong họ Araneidae.
Loài này thuộc chi Eustala. Eustala montana được Arthur Merton Chickering miêu tả năm 1955.